# Kervin Johnson
Kervin Christofer Johnson Allen (25 dicembre 1987) è un calciatore honduregno, attaccante del Deportes Savio.